# کانن تی۵۰
کانن تی۵۰ (به انگلیسی: Canon T50) یک دوربین عکاسی ۳۵ میلیمتریتک‌لنزی بازتابیساخت شرکت کانن بود که بین سال‌های ۱۹۸۳ تا ۱۹۸۹ تولید می‌شد. تی۵۰ که اولین دوربین از سری تی دوربین‌های کانن بود، دارای قابلیت تنظیم نوردهی و جلوبرنده فیلم خودکار بود. اما فوکوس و جمع کردن فیلم باید به صورت دستی انجام می‌شد. تی۵۰ برای عملکردهای الکتریکی نیاز به دو باتری قلمی داشت .